# Super Street Fighter IV
Super Street Fighter IV (スーパーストリートファイター IV Sūpā Sutorīto Faitā Fō?) är ett man mot man-fightingspel, utgivet av Capcom 2010. Spelet är en uppdaterad version av  Street Fighter IV, och var först tänkt att vara den sista Street Fighter IV-titeln. och priset är lägre än många andra titel. Spelet släpptes i april 2010 till Playstation 3 och Xbox 360.
Dock släpptes Super Street Fighter IV: 3D Edition tillsammans med Nintendo 3DS i Japan den 26 februari 2011.
Spelet har sålt i övre 1,9 miljoner exemplar över hela världen, medan 3D Edition sålt i över 1,1 miljoner exemplar över hela världen.

### Fotnoter
1. ↑  ”New: Super SFIV is final game in series”. Computerandvideogames.com. http://www.computerandvideogames.com/242233/super-sfiv-is-final-game-in-series/.
2. ↑  Kotaku. 28 september 2009. http://kotaku.com/5369773/super-street-fighter-iv-confirmed-is-standalone-title. Läst 15 juni 2014.
3. ↑  ”Capcom: Super Street Fighter IV 公式サイト”. Arkiverad från originalet den 8 februari 2010. https://web.archive.org/web/20100208081245/http://www.capcom.co.jp/sf4/index.html. Läst 15 juni 2014.
4. ↑  ”E3 2010: Big List of 3DS Games”. Ds.ign.com. 15 juni 2010. Arkiverad från originalet den 25 september 2012. https://www.webcitation.org/6Avkdxnzt?url=http://www.ign.com/articles/2010/06/15/e3-2010-big-list-of-3ds-games. Läst 15 juni 2014.
5. ↑  ”Platinum Titles”. Capcom. 31 mars 2011. Arkiverad från originalet den 10 oktober 2012. https://web.archive.org/web/20121010075248/http://www.capcom.co.jp/ir/english/business/million.html. Läst 9 maj 2011.
6. ↑  ”Platinum Titles”. Capcom. 31 mars 2011. Arkiverad från originalet den 10 oktober 2012. https://web.archive.org/web/20121010075248/http://www.capcom.co.jp/ir/english/business/million.html. Läst 15 juni 2014.